# ハロン棒

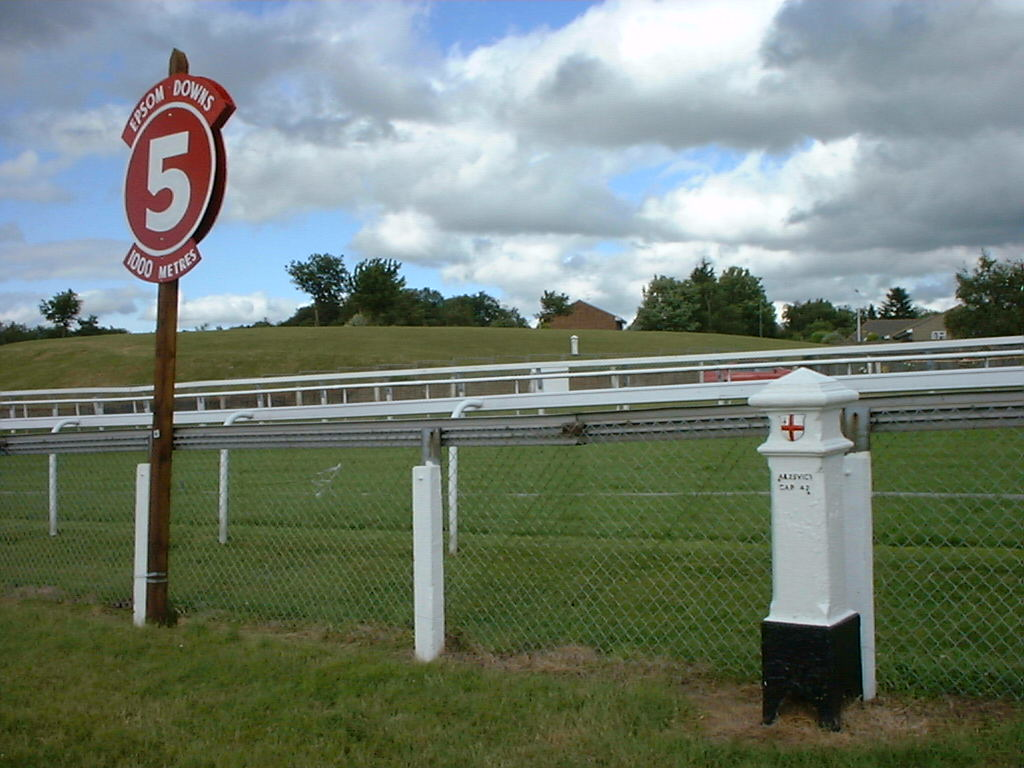
GBR・エプソム競馬場の5ハロン棒

ハロン棒（ハロンぼう）とは、競馬において、ゴールから1ハロンごとにたてられた標識のことをいう。

## 概要
もともとハロンという言葉は英語のfurlongからきたもので、競馬場のレーストラックの側面に1ハロンごとに立てている棒である。ハロンの長さはイギリスではヤード法なので220ヤード = 1国際マイル(1760ヤード)の1/8が1ハロンであり、メートル法に変えると1国際マイル(1609.344メートル)の1/8で、正確には201.168メートルごとにそれを立てて、残りレース距離の目安にしてもらうよう設置されている。アメリカも同じく220ヤードごとのハロン棒を立てている。一方フランスはメートル法の国なので200メートルごとのハロン棒を設置している。

## 日本におけるハロン棒

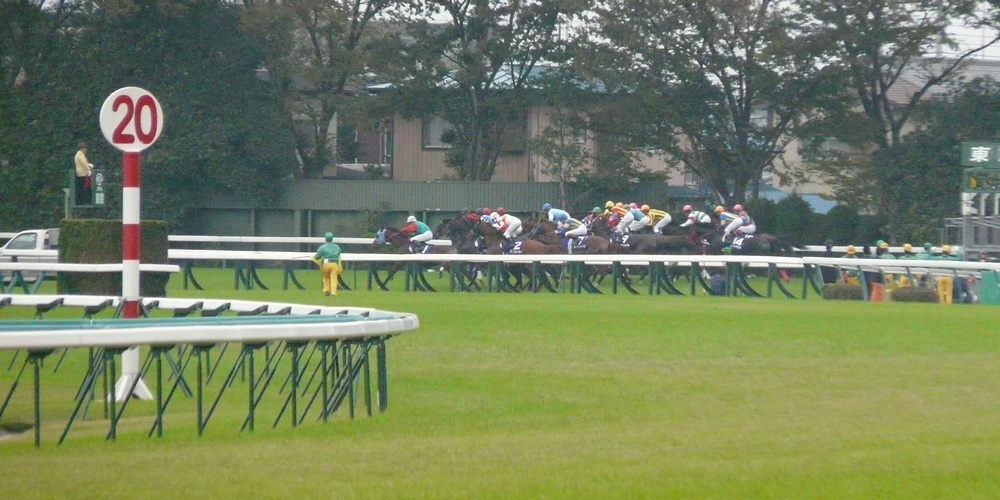
東京競馬場の残り2000ⅿを表すハロン棒（写真左）

日本の場合は、フランスと同じくメートル法での距離を採用しているので、200メートル単位でハロン棒を設置している。また実際の距離の1/100の距離の数字を表示している競馬場があり、それらの競馬場においてはたとえば「8」だと残り800メートル、「16」は1600メートルをそれぞれ意味していることとなる。なお、日本ではゴールまで残り3ハロンの地点を「三分三厘」と呼ぶことがある。
日本の中央競馬では、1970年代初頭までにハロン棒の様式がほぼ統一されたが、芝コースとダートコースでハロン棒の色が異なっている。芝コースのものは赤と白で数字の表示部分は丸形、ダートのものは水色と白で数字の表示部分は四角または三角。また数字の表示部分は、芝コースは原則として白地に赤数字、内回りコースと外回りコースがある新潟・中山・京都・阪神での外回りコース用の表示と札幌・東京・中京でのポケットから周回コースに向かう走路上の表示は赤地に白数字、ダートコースは原則として白地に水色数字（小倉は白地に赤数字）となっている。
中央競馬では、1991年頃より、ゴール板まで残り100メートルのところにも「1」のハロン棒が設置されていたが、1993年のジャパンカップにおいてコタシャーンに騎乗していたケント・デザーモ騎手が残り100メートルのハロン棒をゴール板と誤認することなどがあり、1997年にすべてのJRA競馬場から撤去された（現在は残り100メートル地点の内柵に「100」の数字が書かれている）。地方競馬では2013年時点でも大井、笠松に残り100メートルを示すハロン棒があり、浦和競馬場では100メートル間隔でハロン棒が立っている。廃止された福山ではさらに残り50メートルを示すハロン棒もあった。
阪神と新潟では芝コースは内回りと外回りで距離が異なるが内外の距離差が200メートルで割り切れる（阪神競馬場は400メートル、新潟競馬場は600メートル）ので、2種類の表示を合わせて表示している。中山と京都では内回りコースのハロン棒は大きく出すが、外回りコースは赤色の細いポールを立てて表示する。
地方競馬の大井ではスタンド改築工事に伴う競走施行距離の変更に伴い、コース内の一部のハロン棒の表示が「1.9」「0.9」などに書き換えられていた。現在はもとに戻されている。
なおハロン棒は単にゴールまでの距離を明示するだけでなく、各200mごとのラップが分かり、1200mの場合は最初の3ハロン、1600mの場合は4ハロン、2000mの場合は5ハロンの前半の途中計時が分かるので、そのレースの全体のペースが分かり、スタンドから見てもレース展開のポイントが判断できることになる。また最後の上がり3ハロンのラップはその馬の末脚を計る重要な数字である。日本の場合はこの最後の3ハロンの数字を重要視するが、米国では最後の2ハロンの数字を重要視している。